# Glechon
Glechon és un gènere d'angiospermes que pertany a la família de les lamiàcies. Aquest conté 19 espècies.

## Taxonomia
| - Glechon affinis - Glechon candida - Glechon canescens - Glechon caparaonensis - Glechon ciliata - Glechon discolor | - Glechon elliptica - Glechon hassleri - Glechon hoehneana - Glechon marifolia - Glechon myrtoides - Glechon origanifolia | - Glechon paraguariensis - Glechon rigidula - Glechon ringens - Glechon serpyllifolia - Glechon spathulata - Glechon squarrosa - Glechon thymoides |